# Tipula (Schummelia) variicornis
Tipula (Schummelia) variicornis is een tweevleugelige uit de familie langpootmuggen (Tipulidae). De soort komt voor in het Palearctisch gebied.